# HIARCS
HIARCS (Akronym für Higher Intelligence Auto Response Chess System, auch zu lesen als High Arcs, deutsch „Hohe Bögen“) ist ein kommerzielles Schachprogramm des Engländers Mark Uniacke.

## Versionsgeschichte
Die ersten Versionen des Programms entstanden ab 1980 als Schulprojekte: Version 0.3 (März 1981) und 0.5 (März 1983) wurden in BASIC geschrieben und liefen auf einer PDP-11/70. Ab 1987 wurde es in der Programmiersprache C neu geschrieben und von Uniacke nebenberuflich weiterentwickelt. 1991 gewann er mit seinem Programm die Amateurweltmeisterschaft für Mikrocomputer, 1992 erschien Version 1.0 für MS-DOS. 1993 erschien Version 2.0; eine leicht verbesserte Version 2.1 gewann im selben Jahr die 12. Mikrocomputer-Schachweltmeisterschaft in München. 1994 wurde Version 3.0 veröffentlicht, 1995 folgte Version 4.0. Ab 1996 wurde HIARCS von der Firma ChessBase vertrieben. Version 4.0 von 1996 war die erste Version für Microsoft Windows, und Version 7.32 von 1999 eines der ersten PC-Schachprogramme, das während der Zugsuche auf Nalimov-Endspieldatenbanken zugreifen konnte. Die im Dezember 2006 veröffentlichte Version 11, zu der im Folgejahr Updates erschienen, war als UCI-Engine für Einzel- und Mehrprozessorsysteme nur per Download erhältlich, jedoch nicht bei ChessBase. Diese hat keine eigene Benutzeroberfläche und kann unter jeder Oberfläche betrieben werden, die UCI-Engines unterstützt, also beispielsweise Fritz, Chess Assistant oder Arena. Im März 2008 erschien Version 12, die sowohl per Download als auch wieder über ChessBase vertrieben wird. Version 13 erschien im Mai 2010 als Download.
Im August 2012 erschien Version 14 für Mac und Windows in Verbindung mit einer eigenen Benutzeroberfläche Chess Explorer. Eine neue Version, Chess Explorer Pro mit HIARCS 15, erschien im Januar 2022. Aktuell ist Version 15.2 vom 19. Juli 2023.

## Erfolge gegen menschliche Spieler
HIARCS nahm in den 1990er Jahren mehrere Male am AEGON-Turnier in Den Haag teil, bei dem menschliche Spieler gegen die seinerzeit besten Schachprogramme antraten. Dabei erzielte das Programm insgesamt 18,5 Punkte aus 30 Partien. 1997 konnte Version 5.0 in zwei Schaupartien jeweils ein Unentschieden gegen die Weltklassespieler V. Anand und Jan Timman erreichen. Im selben Jahr gewann die neuere Version 6.0 als erstes Schachprogramm einen Wettkampf mit Turnierbedenkzeit gegen einen Internationalen Meister, als es in Ottawa 4:2 (3 Siege, eine Niederlage, 2 Remis) gegen Deen Hergott (Elo 2395) gewann. In Partien, die 2002 über das Internet ausgetragen wurden, gewann Version 8.0 gegen Boris Gulko mit 1,5:0,5 und spielte 1:1 gegen Ilia Smirin. Im Januar 2003 erreichte eine Experimentalversion 8.196, die im selben Jahr zusammen mit Version 9.0 veröffentlicht wurde, in einem Wettkampf in Maastricht gegen Jewgeni Barejew ein 2:2. Alle vier Partien endeten remis. 2005 besiegte eine Programmversion für Palm OS mehrere Großmeister, darunter Jan Gustafsson, in Schnellpartien. 2009 gewann HIARCS, mit 9,5 Punkte aus 10 Partien, das Turnier um den Mercosur Cup in Buenos Aires, in diesem Turnier spielen mehrere Großmeister. Diese Version von HIARCS benutzt nur ein Fritz4 Taschencomputer.

## Versionen für Mac und PDA
Seit 1994 gibt es eine Version für Apple Macintosh, die derzeit unter dem Namen Sigma Chess HIARCS (Version 6.2) vertrieben wird. Außerdem gibt es Versionen für Personal Digital Assistant (Palm Chess Pro, Version 12.1u vom November 2009), die als spielstärkstes PDA-Schachprogramm gilt, sowie für Pocket PCs und iPhones.

## Spielstärke
Deep Hiarcs 12 auf einem Q6600-Vierkernprozessor (2,4 GHz) lag Ende September 2008 auf der Rangliste der schwedischen Computerschachvereinigung SSDF mit einer Elo-Zahl von 3040 auf Rang 4. Die Version für Palm OS erreicht dort eine Elo-Zahl von 2389.